# Iwo Jima
Iwo Jima eller Iwoto (japansk: 硫黄島 Iōtō, eller Iōjima, som betyder "svovløen") er en vulkansk ø som er en del af Japan. Øen ligger omtrent 650 nautiske mil (1.200 km) syd for Tokyo. Den er i dag mest kendt som åstedet for slaget om Iwo Jima som fandt sted i februar og marts 1945, mellem USA og Japan under 2. Verdenskrig.
Øen har et areal på ca. 21 km². Den mest fremtrædende geografiske del er Suribachibjerget (også kaldet Suribachiyama), en gammel sovende vulkan, som er 166 m høj. Hele øen er blevet løftet en kvart meter om året de sidste 500 år af et voksende magmakammer og regnes for den farligste vulkan i verden med en realistisk risiko for at gå i et stort udbrud inden for de næste 100 år med en 25 m tsunami der kan ramme hele Sydøstasien.

## Militærbase
Den japanske marine driver i dag en flybase på øen. Den bliver også benyttet af både det japanske luftforsvar og det amerikanske militær.

## Eksterne links og henvisninger
1. ↑  The New Decade Volcano Program No. 1 – Ioto, Japan. Volcanocafe

24°46′58.217″N 141°18′37.598″Ø / 24.78283806°N 141.31044389°Ø